# こども教育宝仙大学
こども教育宝仙大学（こどもきょういくほうせんだいがく、英語: Hosen College of Childhood Education）は、東京都中野区中央2-33-26に本部を置く日本の私立大学。1935年創立、2009年大学設置。

## 概観

### 大学全体
- こども教育宝仙大学は、東京都中野区内にある私立大学で2009年に設置された。運営主体は学校法人宝仙学園である。1935年に仏教保育協会保姆養成所を設立、1951年にはその理念を継承した宝仙学園短期大学を開学したが、修学の一層の充実をはかるために4年制大学であるこども教育宝仙大学を設置した。

- 伝統と仏教思想をベースに、少人数グループによる人間的なふれあいを大切にした保育者養成が行われている。仏教保育協会保姆養成所時代～宝仙学園短期大学時代を合わせると、保育者の養成所としては東京で最も古い歴史をもっている。

### 建学の精神（校訓・理念・学是）
- こども教育宝仙大学の建学の精神は「人を造る」である。これは「仏教精神を基調とした人間教育によって品格と知性を兼ね備えた人を造る」という意味である。
  - 学園創立者である富田斅純は「真の教育とは、単に知識や技術を植えつけるものではなく、それらを人生に活かす知恵を養うことに他ならない。」との信念をもって中野高等女学校を創立。この信念は、前身の宝仙学園短期大学、そしてこども教育宝仙大学にも受け継がれている。

### 教育および研究
- こども教育宝仙大学は人間性豊かな幼児教育・保育者を育成することを目指している。具体的に以下の点を兼ね備えた幼児教育・保育者を養成する。
  - 人間性が豊かで、社会性に富み、他者と円滑にコミュニケーションできる。
  - 溢れる情報、多様化する社会の中において、変化に即した判断ができる。
  - 専門知識や技法を適切に用いるとともに、絶えず知識・技能を向上させる努力をする。
- 上記の幼児教育・保育者を養成するための教育が「人間として成長することからはじまる」と位置づけ、以下のような教育を行う。
  - 宝仙学園短期大学時代からの理念を継承し、少人数制の教育を行う。
  - ゼミは1年生から4年生まで必修とし、人間的なふれあいを大切にする。
  - 保育の知識・技術に加えて体験を重視し、実習・実践の指導に力を入れる。
  - 教育・研究の成果を学生や子育て支援などの社会貢献にフィードバックする。

### 学風および特色
- 前身の宝仙学園短期大学では、1年次に富山県南砺市（旧・富山県東礪波郡利賀村）において「利賀村移動授業」が、2年次に韓国で保育研修や現地学生との交流が行われていた。

## 沿革
- 1927年（昭和2年）宝仙寺第五十世富田大僧正が宝仙寺幼児園を改築。
  - 2月に感応幼稚園へ改称。
  - 3月5日に東京府の認可を得て感応幼稚園設立。
- 1928年（昭和3年）仏教各宗の協力により仏教保育協会を創立。
- 1929年（昭和4年） 中野高等女学校設立。
- 1935年 仏教保育協会保姆養成所設立。
- 1944年 仏教保育協会保姆養成所を中野保姆養成所に改称。
- 1946年 中野保姆養成所を中野高等保育学校と改称。
- 1951年 前身となる宝仙学園短期大学開学。保育科を設置。
- 1967年 専攻科保育専攻を設置。
- 2001年 男女共学となる。
- 2008年3月 短期大学の学生募集を終了。
- 2008年10月 文部科学省より4年制大学こども教育宝仙大学の設置認可。
- 2009年 設立。
- 2009年4月2日 第1回入学式を挙行。

## 基礎データ

### 所在地
- 大学本部・キャンパス（東京都中野区中央 2-33-26）

### 交通アクセス
- 中野駅南口、新宿駅西口、渋谷駅から、関東バスもしくは京王バスで「中野一丁目」バス停徒歩5分。
- 東中野駅から徒歩約15分。
- 中野坂上駅から徒歩約10分。

## 教育および研究

### 組織

#### 学部・学科
- こども教育学部
  - 幼児教育学科

## 大学関係者と組織

### 大学関係者組織
- 保姆養成所～宝仙学園短期大学時代までの同窓会は「あかつき会」と呼ばれている。

### 歴代学長
1. 山崎守一（開学～2009年度）
2. 池田祥子（2010年度～2012年度）
3. 山本秀行（2013年度～2018年度　）
4. 太田誠一（2019年度～　）

## 施設

### キャンパス（中野）
- 1号館
- 2号館
- 3号館
- 4号館
- 5号館（宝仙コモンズ）
- 宝仙学園幼稚園

### キャンパス外施設
- 愛川グラウンド（神奈川県愛川町）

## 対外関係

### 系列校
- 宝仙学園中学校・高等学校
- 宝仙学園小学校
- 宝仙学園幼稚園